# Hugo II Henckel von Donnersmarck
Hugo II Henckel von Donnersmarck, właściwie Hugo II Karol Łazarz Eugeniusz Fryderyk Henckel von Donnersmarck (ur. 31 lipca 1832 w Siemianowicach, zm. 2 kwietnia 1908 w Brynku) – hrabia, śląski magnat, pan Brynka i Siemianowic, Kawaler Honoru Zakonu Maltańskiego, zapoczątkował linię Henckel-Gaschin von Donnersmarck.

## Życiorys

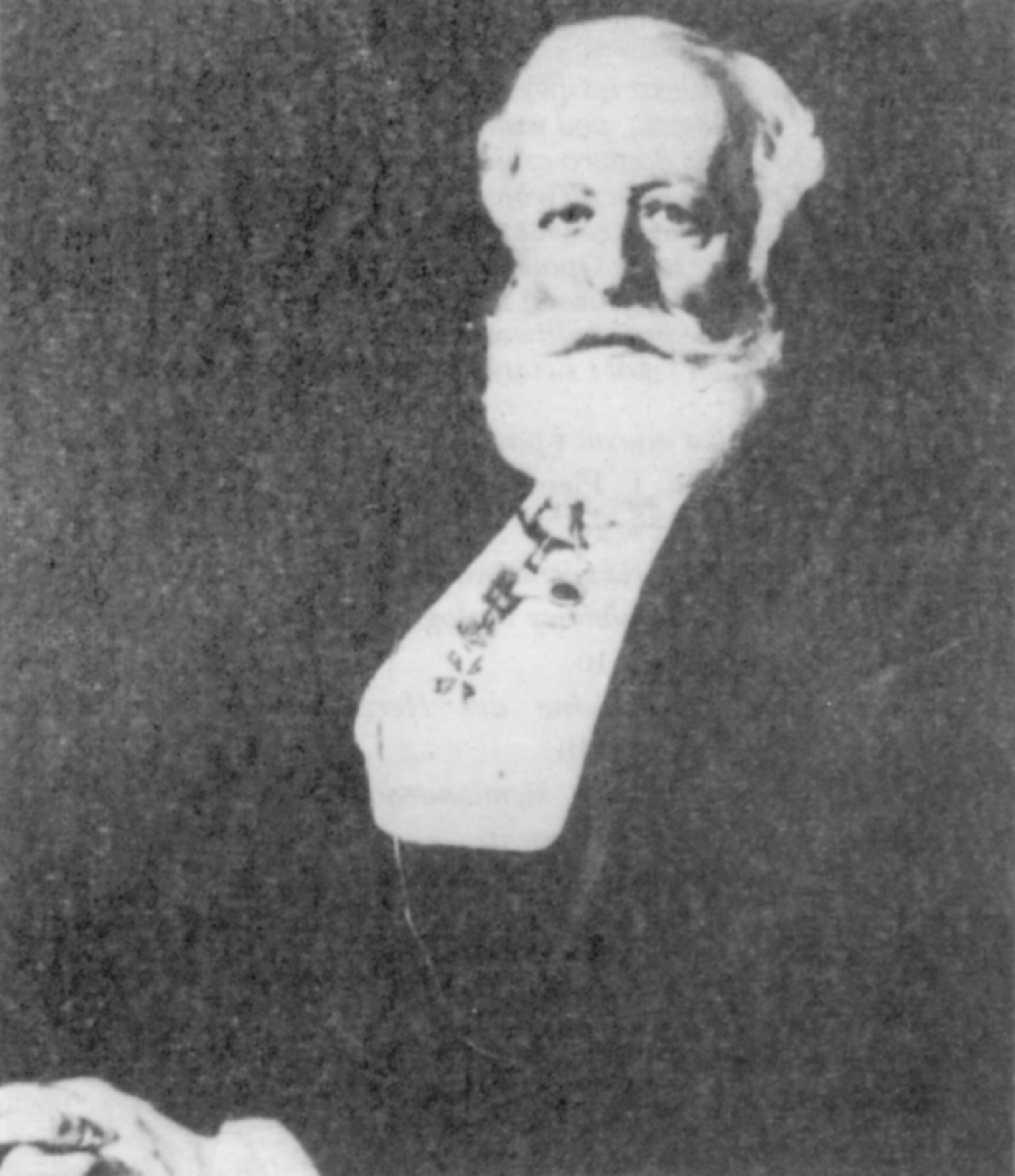
Hugo II Henckel von Donnersmarck

Urodził się 31 lipca 1832 w Siemianowicach jako syn Hugona I i Laury von Hardenberg. Na swoją siedzibę wybrał najpierw pałac w Siemianowicach, a następnie pałac w Brynku, który stał się główną siedzibą tej linii rodu. 15 maja 1856 roku w Krowiarkach poślubił Wandę, córkę hrabiego Amanda von Gaschin. 19 lutego 1857 r. w Siemianowicach na świat przyszło ich pierwsze dziecko – syn Hugon III, a 3 lipca 1858 r. pierwsza córka, Sara. W 1879 r. jego żona, Wanda odziedziczyła po swojej matce, hrabinie Franciszce von Gaschin-Rosenberg majątki wokół Kietrza, Krowiarek i Makowa. W 1890 r. po śmierci Hugona I zapoczątkował linię na Brynku i Krowiarkach, która wydzieliła się z linii bytomsko-siemianowickiej rodu Henckel von Donnersmarck. W 1900 r. z majątków odziedziczonych przez Wandę utworzono fideikomis. Zmarł 2 kwietnia 1908 r. w Brynku. Pochowany wraz z żoną w mauzoleum rowodwym w Krowiarkach.

## Rodzina
Z małżeństwa Hugona II i Wandy pochodziło sześcioro dzieci. Jego dziećmi byli:
- Hugo III Amand Łazarz Artur (ur. 19 lutego 1857 w Siemianowicach, zm. 11 czerwca 1923 w Krowiarkach) – poślubił 14 sierpnia 1882 r. Annę von Fabrice;
- Sara Laura Fanny Pamela Wanda (ur. 3 lipca 1858 w Siemianowicach, zm. 4 maja 1934 w Dreźnie) – niezamężna;
- Edgar Hugo Łazarz Maria (ur. 17 lipca 1859 w Siemianowicach, zm. 14 maja 1939 w Krowiarkach) – poślubił 23 października 1894 r. księżniczkę Karoliną zu Windisch-Grätz;
- Ellinor Waleska Wanda Laura Fanny (ur. 1 lutego 1864 w Siemianowicach, zm. 24 września 1884 w Krowiarkach) – niezamężna;
- Małgorzata Luiza Laura Fanny Wanda Regina (21 lutego 1871 w Dreźnie – zm. 17 maja 1943 w Ramingstein) – poślubiła 18 lipca 1900 r. w Krowiarkach hrabiego Sándor Szapáry de Muraszombat, Széchysziget et Szapár;
- Irmgard Maria Laura Fanny Wanda Waleska (ur. 21 maja 1872 w Dreźnie, zm. 4 marca 1940 w Monachium) – poślubiła 14 lutego 1901 r. w Krowiarkach Eberharda von Pach, małżeństwo to było bezpotomne.

## Genealogia
| Dziadkowie                                           | hrabia Karol Henckel von Donnersmarck (1784-1813) ∞1810 hrabina Eugenia Wengersky von Ungarschütz (1790-1858) | hrabia Karol Henckel von Donnersmarck (1784-1813) ∞1810 hrabina Eugenia Wengersky von Ungarschütz (1790-1858) | hrabia Karol Henckel von Donnersmarck (1784-1813) ∞1810 hrabina Eugenia Wengersky von Ungarschütz (1790-1858) | hrabia Karol Henckel von Donnersmarck (1784-1813) ∞1810 hrabina Eugenia Wengersky von Ungarschütz (1790-1858) | ?? ∞ ??                                                                                    | ?? ∞ ??                                                                                    | ?? ∞ ??                                                                                    | ?? ∞ ??                                                                                    |
| Rodzice                                              | Hugo I Henckel von Donnersmarck (1811-1890) ∞1830 hrabina Laura von Hardenberg (1792-1847)                    | Hugo I Henckel von Donnersmarck (1811-1890) ∞1830 hrabina Laura von Hardenberg (1792-1847)                    | Hugo I Henckel von Donnersmarck (1811-1890) ∞1830 hrabina Laura von Hardenberg (1792-1847)                    | Hugo I Henckel von Donnersmarck (1811-1890) ∞1830 hrabina Laura von Hardenberg (1792-1847)                    | Hugo I Henckel von Donnersmarck (1811-1890) ∞1830 hrabina Laura von Hardenberg (1792-1847) | Hugo I Henckel von Donnersmarck (1811-1890) ∞1830 hrabina Laura von Hardenberg (1792-1847) | Hugo I Henckel von Donnersmarck (1811-1890) ∞1830 hrabina Laura von Hardenberg (1792-1847) | Hugo I Henckel von Donnersmarck (1811-1890) ∞1830 hrabina Laura von Hardenberg (1792-1847) |
| Hugo II (1832–1908), hrabia Henckel von Donnersmarck | | | | |                                                                                            |                                                                                            |                                                                                            |                                                                                            |